# Pharaphodius mangoroensis
Pharaphodius mangoroensis är en skalbaggsart som beskrevs av Bordat 1990. Pharaphodius mangoroensis ingår i släktet Pharaphodius och familjen Aphodiidae. Inga underarter finns listade i Catalogue of Life.